# Vitovlje
Vitovlje este o localitate din comuna Nova Gorica, Slovenia, cu o populație de 502 locuitori.